# Munszan állomás
Munszan (Munsan) állomás a szöuli metró Kjongi–Csungang (Gyeongui–Jungang) vonalának állomása, mely 1906-ban, hagyományos vasútállomásként épült Kjonggi (Gyeonggi) tartományban. Ez a metróállomás van a legközelebb a koreai demilitarizált övezethez. Hagyományos vasútállomásként a Kjongi (Gyeongui) vonalon helyezkedik el, innen tovább közlekednek a vonatok Toraszan (Dorasan) állomás felé, mely már a demilitarizált övezeten belül található.

## Viszonylatok
| Kjongi–Csungang (Gyeongui–Jungang)        | Kjongi–Csungang (Gyeongui–Jungang)                                                                              | Kjongi–Csungang (Gyeongui–Jungang)                  |
| ----------------------------------------- | --- | --------------------------------------------------- |
| végállomás                                | Jongszan (Yongsan) expresszvonat Kjongi (Gyeongui) expresszvonat                                                | Kumcshon (Geumchon) Szöul és Jongmun (Yongmun) felé |
| végállomás                                | Csungang (Jungang) expresszvonat Kjongi–Csungang (Gyeongui–Jungang) személyvonat Kjongi (Gyeongui) személyvonat | Phadzsu (Paju) Szöul és Csiphjong (Jipyeong) felé   |
| DMZ vonal                                 | |                                                     |
| Uncshon (Uncheon) Toraszan (Dorasan) felé | DMZ vonal | Nunggok (Neunggok) Jongszan (Yongsan) felé          |